# Gereformeerde kerk (Willemstad)
De Gereformeerde Kerk is een protestants kerkgebouw in de tot de Noord-Brabantse gemeente Moerdijk behorende plaats Willemstad. De kerk is gelegen aan de Voorstraat 40.

## Geschiedenis
Na de Afscheiding van 1834 kwamen ook in Willemstad een aantal Afgescheidenen bijeen. Ze deden dit in een omgebouwde schuur aan de Benedenkade.
In 1890 werd de zogeheten Doleantiekerk gebouwd waar ook de Afgescheidenen zich bij aansloten, om in 1892 op te gaan in de Gereformeerden.
In 2004 gingen de Hervormden en Gereformeerden samen en zij betrokken de historische Koepelkerk. Het gereformeerde kerkje kwam hierop leeg te staan. In 2010-2011 werd het omgebouwd tot kerkelijk centrum voor de protestantse gemeente.

## Gebouw
Het betreft een bakstenen kerkje met ingebouwd torentje en rondbogige vensters.